# Чаплицькі
Помилка Lua у Модуль:Navbar у рядку 61: Неприпустима назва {{subst:PAGENAME}}.
Чаплицькі (пол. Czapliccy) гербу Котвич — шляхетський рід Речі Посполитої. За Каспером Несецьким, про рід Чаплицьких гербу Котвич не згадують ні Бартош Папроцький, ні Шимон Окольський. Був представлений у Брацлавському, Подільському, Каліському, Куявському, Мазовецькому воєводствах.

## Особи
- Станіслав, записав Островенському домініканському конвенту 5000 бл. 1640 року
- Ян — писар гродський вінницький
- Даніель (Данило) — особистий ворог Богдана Хмельницького
- ім'я нев., дружина Ґешавувна
- Антоній, діяв у Ломжинській землі
- Самуель — ротмістр панцерний
- Марцін, дідич Лаґевніків (пол. Łagiewniki)